# Narodowy Uniwersytet Medyczny imienia I.Ja. Horbaczewskiego w Tarnopolu
Narodowy Uniwersytet Medyczny im. I.Ja. Horbaczewskiego w Tarnopolu (ukr. Тернопільський національний медичний університет імені І. Я. Горбачевського, TDMU) – ukraińska uczelnia medyczna z siedzibą w Tarnopolu.

## Historia
Uniwersytet został założony 12 kwietnia 1957 roku jako państwowa uczelnia medyczna. 1 lipca 1992 roku nadano jej imię patrona – Iwana Horbaczewskiego. 30 stycznia 1997 roku została przemianowana na Państwową Akademię Medyczną, a 17 listopada 2004 ponownie nastąpiła reorganizacja placówki, w wyniku której nadano jej nazwę Państwowy Uniwersytet Medyczny.
Pierwszym rektorem instytutu medycznego został Petro Ohij, a wicerektorem – Arsen Martyniuk. Decyzją Rady Regionalnej przeznaczono dla instytutu dwa budynki akademickie oraz dwa akademiki. Podstawą kliniczną był szpital miejski, który służył również jako szpital regionalny. Równocześnie rozpoczęta budowa kadłubu morfologicznego, szpitala regionalnego i jeszcze jednego akademika. Instytut otworzył 19 katedr, pracowało w nim 66 nauczycieli, a wśród nich – 1 doktor nauk i 17 kandydatów nauk. Naukowcami Instytutu byli m.in. Kostiantyn Kowanow, Rostysław-Jurij Komarowski, Anatolij Łokaj, Iwan Sytnyk, Mykoła Skakun. Wśród założycieli był również przyszły Аkademik Akademii Nauk Jewhen Honczaruk.
Z uzyskaniem przez Ukrainę w roku 1991 niepodległości otworzyły się nowe możliwości dla rozwoju instytutu, jego wejścia w stosunki rynkowe i w europejską przestrzeń edukacyjną. W 1994 roku Instytut posiada poziom IV (najwyższy) akredytacji. A po dokonaniu oceny ratingowej wszystkich działań w 2000 roku uczelnia zajęła trzecie miejsce wśród szkół wyższych Ukrainy na poziomie IV akredytacji.
W latach 2010–2011 odnowiono, wyposażono i otworzono pięć akademickich edukacyjnych i praktycznych ośrodków podstawowej opieki zdrowotnej na obszarach wiejskich. Ponadto jedna z wiosek rozpoczęła realizację kolejnego projektu pilotażowego – stworzenie ośrodka edukacyjnego i praktycznego w zakresie opieki nad osobami starszymi, w oparciu o doświadczenia zdobyte podczas szkolenia nauczycieli na Uniwersytecie w Holandii.

## Podstawowe statystyki

### Rektorzy
- Petro Ohij – 1957–1972;
- Iwan Hetman – 1972–1981;
- Iwan Smijan – 1981–1997;
- Łeonid Kowalczuk – 1997–2014;
- Mychajło Korda – od 2015.

### Wykładowcy
Wśród 549 pracowników naukowo-dydaktycznych, dwie trzecie jest absolwentami tej uczelni. Na 41 oddziałach pracuje tutaj 86 doktorów nauk, profesorów i 297 doktorantów, docentów (w tym również 3 członków Narodowej Akademii Nauk Ukrainy, 9 Zasłużonych działaczy nauki i techniki, 2 pracowników oświaty, laureat Państwowej nagrody Ukrainy z dziedziny nauki i techniki oraz 2 Zasłużonych wynalazców i 3 Zasłużonych lekarzy Ukrainy).
W latach 2002–2012 zostało obronionych 58 doktorskich i 282 prac magisterskich.

### Nauczanie obcokrajowców

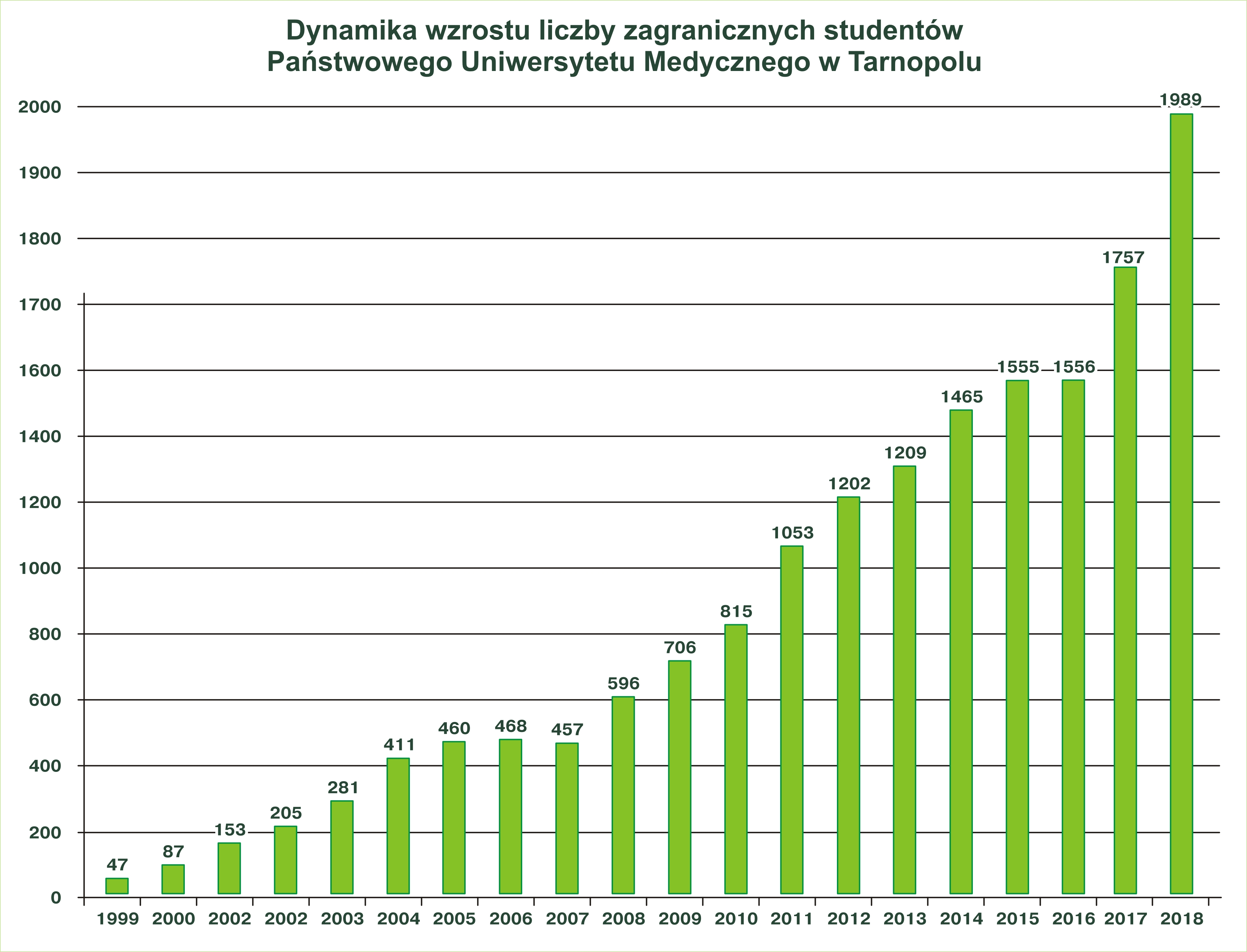
Liczba studentów uczelni w latach 1999–2018

W roku akademickim 2015-2016 na wydziale zagranicznych studentów uczyło się 1556 studentów z 53 krajów (w tym 98% z nich kształciło się w języku angielskim). 
Na uczelni studiuje również 208 studentów z Polski. Największa liczba studentów pochodzi z krajów afrykańskich (48%, ponad 700 studentów, w tym 351 osób – z Nigerii, co jest największą liczbą spośród krajów), z Azji – 21%, ze Stanów Zjednoczonych – 16%, Europy – 15%. Według rankingu, studenci ze Stanów Zjednoczonych, studiujący w uczelni, znajdują się na drugim miejscu spośród wszystkich krajów co do liczby – 243 osoby.

## Program dydaktyczny
Na podstawie zdobytych doświadczeń z amerykańskich i europejskich uczelni, wprowadzono nowe formy organizacji nauki przez zastosowanie metody jednego dnia, serii praktyk, cosemestralne sprawdzanie wiedzy studentów dzięki niezależnym centrom testowania, sieć naukowych systemów na podstawie Internet-technologii, która została stworzona na podobieństwo nowoczesnego europejskiego systemu i całkowicie różni się od technologii przyjętych w innych ukraińskich uniwersytetach. Wprowadzenie niezależnego centrum testowania uniemożliwiło pojawienie się korupcji na uniwersytecie. Wykładowcy stworzyli 250 płyt naukowo-multimedialnych, w których znajdują się elektroniczne podręczniki, filmy naukowe oraz testy sprawdzające. Wprowadzono także komputerowy zdalny system kontrolowania i testowania wiedzy studentów na podstawie technologii Modle po to, aby sprawdzać ich poziom wiedzy i przygotowania do zajęć. Istnieje także specjalny egzamin, który pozwala sprawdzić wiedzę od strony praktycznej.
Przy uniwersytecie pracują dwie rady naukowe do spraw obrony prac doktorskich i magisterskich z 6 specjalizacji. Co roku są przeprowadzane państwowe i międzynarodowe fora.

## Wydziały
Uniwersytet prowadzi działalność naukowo-dydaktyczną w ramach następujących wydziałów:
- Wydział Medyczny,
- Wydział Farmaceutyczny,
- Wydział Stomatologiczny,
- Wydział Studentów zagranicznych[4],

A również działalność edukacyjno-badawczą w ramach instytucji:
- morfologii;
- problemów biomedycznych;
- farmakologii, higieny i biochemii medycznej M. P. Skakuna;
- modelowania i analizy procesów patologicznych;
- sprawy pielęgniarki (pielęgniarstwo – studia licencjackie, diagnostyka laboratoryjna – licencjackie, pielęgniarstwo – młodszy specjalista);
- kształcenia podyplomowego.

### Ośrodek Naukowo-ZdrowotnyCzerwona Kałyna
Składa się z: Centrum kongresowego, naukowo-produkcyjnej bazy oddziału medycyny ekstremalnej i wojskowej, ogród botaniczny roślin leczniczych wraz z oddziałem farmakognozji z botaniką medyczną, sanatorium oraz ośrodek sportowy.

## Administracja
- Mychajło Korda – rektor;
- Ołeksandr Łeonidowycz Kowalczuk(inne języki) – pierwszy wicerektor w sprawie pracy naukowo-pedagogicznej;
- Arkadij Szulhaj – wicerektor w sprawie pracy naukowo-pedagogicznej;
- Iwan Mykołajowycz Kliszcz(inne języki) – wicerektor w sprawie pracy naukowej;
- Stepan Josypowycz Zaporożan(inne języki) – wicerektor w sprawie pracy naukowo-pedagogicznej oraz dzieła medycznego;
- Ołeh Słabyj – wicerektor w sprawie pracy naukowo-pedagogicznej oraz kwestii społecznych;
- Hałyna Kryćka – dziekan wydziału medycznego;
- Dmytro Korobko – dziekan wydziału farmaceutycznego;
- Switłana Bojcaniuk – dziekan wydziału stomatologii;
- Petro Selśkyj – dziekan wydziału studentów zagranicznych;
- Roman Swystun – dyrektor instytutu kształcenia podyplomowego;
- Switłana Ołeksandriwna Jastremśka(inne języki) – dyrektor instytutu pielęgniarstwa.

## Kampusy i budynki uczelniane
Doświadczenia są przeprowadzane w pięciu laboratoriach, które przeszły państwową akredytację oraz otrzymały świadectwa kwalifikacji. 7 sierpnia 2008 roku Ministerstwo Ochrony Zdrowia Ukrainy zatwierdziło Tarnopolski Uniwersytet Medyczny główną organizacją wsparcia wyższych naukowych zakładów podporządkowanych MOZ Ukrainy.
Uniwersytet posiada własne Centrum Kongresowe. Każdego roku w Centrum Kongresowym Uniwersytetu odbyła 30 krajowych i międzynarodowych spotkań naukowych.

## Badania naukowe
Rozwija się tutaj 28 tematów z trzema głównymi kierunkami, jakie podporządkowane są wykonywaniu zadań dla systemu ochrony zdrowia w Tarnopolu i okolicach, medycznych nauk: choroby systemu sercowo-naczyniowego, odżywianie, problemy osteoporozy, choroby kości i stawów. Doświadczenia naukowe mają pomóc wprowadzić nowe perspektywy medycznych technologii na światowym poziomie, takich jak: modelowanie patologicznych procesów oraz rozwój zasad eksperymentalnej terapii i profilaktyki, przemysłowa produkcja i regulowanie zastosowania w medycznej praktyce, rozwój biotechnologicznej produkcji oraz klinicznego zastosowania probiotyków i specyficznych immunoglobulin, wprowadzenie w kliniczną praktykę technologię mało-inwazyjną endoskopicznej chirurgii, rozwój sposobów oraz technicznych zasobów regulacji wpływu energii optycznego wypromieniowania na organizm człowieka, środków dla terapii transfuzyjnej, zaopatrzenia medycznego i wprowadzenie ich w szeroką praktykę medyczną, ulepszenie systemu pogotowia oraz skuteczniejszego funkcjonowania w warunkach rynkowych.

### Wynalazki
W latach 2002–2012 naukowcy uniwersytetu otrzymali 554 patenty. Opracowane na uniwersytecie nowe metody leczenia oparzeń zostały nagrodzone Państwową Premią Ukrainy w dziedzinie nauki i techniki. Dwoje naukowców stało się zasłużonymi wynalazcami Ukrainy.

## Działalność międzynarodowa
Nawiązano współpracę z 45 zagranicznymi uczelniami.
Uniwersytet współpracuje z organizacjami międzynarodowymi: EUA – European University Association, Erasmus Mundus Medea, Erasmus+, World Health Organization, United nations (Educational, Scientific, Cultural Organization), ECFMG – Educational Comission for Foreign Medical Graduates, FAIMER Distance Learning, European Resuscitation Council, Horizon 2020 – The Framework Programme for research and innovation, AIESEC, DAAD Sholarships for Developing Countries.
Uniwersytet jest członkiem konsorcjum uniwersytetów – International Scientific-Educational Innovative-Technological Consortium.
Osobna i bardzo skuteczna współpraca w obszarze realizacji projektów naukowych nawiązana została z Uniwersytetem medycznym im. Piastów Śląskich we Wrocławiu. Realizowane są projekty programu Polonez 1 i Polonez 2. Z Państwową Szkołą Wyższą im. Papieża Jana Pawła II w Białej Podlaskiej również realizowane są projekty, między innymi – badania kliniczne i laboratoryjne dla czynnika przyczynowego choroby boreliozy u leśników i myśliwych w obszarze Tarnopolskim i w Białej Podlaskiej.
Międzynarodowe szkoły letnie prowadzają corocznie wydarzenia z zakresu treningów, wycieczek i spotkań na wakacjach letnich na bazie letniej uczelni – „Czerwona Kalyna”.